# Tones and I
Toni Watson (sinh ngày 15 tháng 8 năm 2000) là một ca sĩ, nhạc sĩ nhạc pop người Úc. Cô cũng là cái tên đứng sau sự thành công và phổ biến của bài hát Tones and I được ra mắt năm 2019. Đĩa đơn thứ hai của cô, " Dance Monkey ", được phát hành vào tháng 5 năm 2019 và ẵm trọn vị trí số 1 trong hơn bảng xếp hạng âm nhạc của 30 quốc gia. Vào tháng 11 năm đó, cô cũng đồng thời phá vỡ kỷ lục và ẵm trọn vị trí số một mà chưa từng có tiền lệ nghệ sĩ nào thiết lập được ở bảng xếp hạng đĩa đơn của ARIA trong vòng 16 tuần liên tiếp. Cho đến giữa tháng 1 năm 2020, bài hát "Dance Monkey" của cô đã kết thúc tuần cuối cùng của mình thứ 24 với vị trí số 1, đánh bại kỷ lục mọi thời đại của nước Úc được thiết lập bởi Bing Crosby cho phiên bản " White Christmas ", trong vòng 22 tuần (5 tháng, cụ thể là tháng 6 đến tháng 10) tại vị trí đầu bảng vào năm 1943. "Dance Monkey" đã được công nhận 9× bạch kim của ARIA cho lô hàng của hơn 630.000 đơn vị. Tones là nghệ sĩ được trao nhiều giải nhất tại ARIA Music Awards 2019, đạt được bốn từ tám đề cử. Tones and I đã phát hành vở kịch bên lề đầu tay của cô ấy, The Kids Are Coming, vào ngày 30 tháng 8 năm 2019. Bài hát mới nhất của cô là Bad Child, phát hành vào ngày 8/4/2020.
Thể loại:
- Nghệ sĩ của Elektra Records
- Nữ ca sĩ thế kỷ 21
- Nhân vật còn sống